# دیه‌گو پلیکلز دا سیلوا
دیه گو پلیکلز دا سیلوا (به پرتغالی: Diego Pelicles da Silva) مهاجم اهل برزیل است که در شهر ناتال و در تاریخ ۲۳ اکتبر ۱۹۸۲ به دنیا آمده‌است.
دیه گو پلیکلز دا سیلوا در تیم‌های فوتبال América (RN) سابقهٔ حضور دارد.